# 구조 릿시
쿠죠 타츠코/릿시(일본어: 九条 立子 くじょう たつこ/りっし[*], 겐큐 3년 (1192년) - 호지 원년 12월 21일 (1248년 1월 18일))는 가마쿠라 시대의 후비이자 여원이다. 섭정 쿠죠 요시츠네의 장녀 (어머니는 곤다이나곤 이치죠 요시야스의 딸)로, 준토쿠 천황의 중궁이다. 츄쿄 천황의 어머니이다. 원호는 히가시이치죠인(東一条院)이다. 법명은 세이죠칸(清浄観)이다.

## 생애
조겐 3년 (1209년)에 준토쿠 천황에게 입내하였는데, 『구칸쇼(愚管抄)』에 의하면, 당초에는 츠치미카도 천황에게 입내시키기 위해 준비가 진행되었으나, 고토바인의 요청으로 동생인 동궁 모리나리 친왕, 훗날의 준토쿠 천황에게 입내가 결정되었다고 한다. 조겐 4년 12월 29일 (1211년 1월 15일)에 뇨고 선하가 되었고, 다음해 조겐 5년 1월 22일 (1211년 2월 7일)에는 중궁에 책립되었다. 겐포 5년 (1217년) 3월 22일, 테이시 내친왕 (메이기몬인)을 출산하고, 겐포 6년 (1218년) 10월 10일에는 카네나리 친왕, 후의 쿠죠 폐제 (츄쿄 천황)을 출산했다.
조큐 3년 (1221년)의 조큐의 난으로 남편 준토쿠 상황이 사도가시마로 유배되자, 이듬해 3월 25일에 원호 선하가 있어, 히가시이치죠인이 되었다. 가로쿠 2년 (1226년) 8월 7일에 출가했다. 호지 원년 (1247년)에 57세의 나이로 사망했다.

## 같이 보기
- 오오이미카도 레이시 (츠치미카도 천황의 중궁, 온메이몬인)